# Korenevskij rajon
Il Korenevskij rajon (in russo Кореневский район?) è un rajon dell'Oblast' di Kursk, nella Russia europea; il capoluogo è Korenevo. Istituito nel 1928, ricopre una superficie di 873 chilometri quadrati e consta di una popolazione di circa 18.000 abitanti.